# プリンセス名古屋
プリンセス名古屋（プリンセスなごや）は、東海地方に住む女性を対象としたミスコンテスト。

## 概要
プリンセスの名古屋版である。プリカン全国展開の一環として2010年より開催された。

## 表彰項目
- グランプリ
- 準グランプリ
- 特別賞
- PV賞
- スポンサー賞

## 過去出場者
- Bonbon Bonita（2013年グランプリ、Facebook賞）[1]
- 丹羽明日香（2013年準グランプリ）
- 中井彩乃（2013年PV賞）
- Yutta Charme（2012年グランプリ、PV賞）[2]
- 中島萌（2012年準グランプリ）
- 深見紗伎（2012年特別賞）
- 高井友里（2011年グランプリ）[3]
- 星影ワタル（2011年準グランプリ）
- 久猫あむ（2011年特別賞）
- 門松春女（2010年グランプリ、PV賞）
- 横田亜美（2010年準グランプリ）
- 近藤博子（2010年特別賞）
- 里中信子（2010年CASEMAN賞、ソフトコミュニケーションズ賞）[4]